# Rebecca Patricia Armstrong
Rebecca Patricia Armstrong (tiếng Thái: รีเบคก้า แพทรีเซีย อาร์มสตรอง; sinh ngày 5 tháng 12 năm 2002), còn có nghệ danh là Becky Armstrong (เบคกี้), là một nữ diễn viên và ca sĩ người Anh gốc Thái.Vợ của Freen Sarocha Chankimha . 
bắt đầu sự nghiệp diễn xuất của mình với bộ phim truyền hình TharnType 2: 7 Years of Love. Cô được biết đến nhiều nhất khi đóng vai chính trong bộ phim truyền hình Gap: The Series.

## Tiểu sử
Becky sinh ngày 5 tháng 12 năm 2002 tại Bangkok, Thái Lan. Mẹ cô là người Thái và cha cô là người Anh. Cô có một người anh trai, Richie.
Quá trình học tập của Armstrong được đặc trưng bởi nhiều lần chuyển đổi quốc tế. Cô bắt đầu đi học ở Úc và sau đó chuyển đến Thái Lan, nơi cô theo học Trường Quốc tế Shrewsbury. Sau đó, cô chuyển đến New Zealand, theo học nhiều trường ở đó. Khi trở về Thái Lan, cô theo học tại Học viện Wattana Wittaya, nơi cô phải nỗ lực hết mình để lấy lại khả năng nói tiếng Thái lưu loát. Hành trình học tập của cô tiếp tục tại Cao đẳng Victoria, Belfast, sau đó là sự trở lại cuối cùng của cô tại Trường Quốc tế Shrewsbury. Trong năm cuối trung học,  đã chọn học Kinh doanh, Lịch sử, Tiếng Anh và Kịch..
Becky hiện đang theo đuổi bằng luật về tội phạm học và tâm lý học tại Đại học Essex.

## Sự nghiệp
Sự nghiệp diễn xuất của  bắt đầu vào năm 2020 khi cô vào vai Thanya, một vai phụ, trong TharnType 2: 7 Years of Love, phần tiếp theo của loạt phim nổi tiếng TharnType: The Series. Cô được công bố là một phần của dàn diễn viên vào tháng 5 qua Twitter. Bộ phim được công chiếu vào tháng 11 cùng năm. Đầu năm 2022, cô vào vai phụ Fon trong Secret Crush on You.
Vào cuối năm 2022, Becky vào vai Mon, vai chính đầu tiên của cô, trong bộ phim girls' love GAP The series. Vai diễn này đã mang lại cho cô danh tiếng rộng rãi trên toàn thế giới và nhiều giải thưởng. Bộ phim đã vượt qua 800 triệu lượt xem trên YouTube. Cô và bạn diễn trên màn ảnh Freen Sarocha Chankimha, được biết đến với cái tên FreenBecky.
Becky đóng vai Namo trong Long Live Love!, một bộ phim hài lãng mạn về một gia đình tan vỡ được phát hành vào tháng 6 năm 2023, cùng với Sunny Suwanmethanont Araya A. Hargate. Bộ phim đã thu về hơn 100 triệu baht. Bộ phim được phát hành trên toàn cầu trên Netflix vào tháng 10 năm 2023.
Becky đóng vai chính trong phim ngắn và video ca nhạc No Worries, cùng với LYKN, một nhóm nhạc nam thuộc studio sản xuất âm nhạc Riser Music của GMMTV
Năm 2024,  đóng vai chính trong bộ phim khoa học viễn tưởng lãng mạn Uranus2324, bộ phim Thái Lan đầu tiên lấy bối cảnh ngoài không gian và bộ phim chính kịch lãng mạn cổ trang The Loyal Pin.

## Đời tư
Cô mô tả bản thân là người thích phiêu lưu, thích các môn thể thao như bóng đá, quần vợt, bắn cung, bắn súng và leo núi. Cô cũng bày tỏ sự say mê với cá mập và sinh vật biển.
Becky có hai chú chó Bull Pháp, Bonbon và Boba.

## Danh sách phim

### Phim ảnh
| Năm  | Tựa                     | Vai                    | Ghi chú   | Tham khảo |
| ---- | ----------------------- | ---------------------- | --------- | --------- |
| 2023 | Long Live Love!         | Namo                   |           | [ 23 ]    |
| 2023 | No Worries              | Herself                | Phim ngắn | [ 24 ]    |
| 2024 | Uranus 2324             | Kathriya "Kath" Raywat | Nữ chính  | [ 25 ]    |
| 2025 | "4 ป่าช้า" (4 GRAVEYARDS) | Pun                    | Nữ chính  | [ 26 ]    |

### Phim truyền hình
|      | Tựa                          | Vai                        | Vai trò  | Tham khảo     |
| ---- | ---------------------------- | -------------------------- | -------- | ------------- |
| 2020 | TharnType 2: 7 Years of Love | Thanya                     | Nữ phụ   | [ 27 ]        |
| 2022 | Secret Crush on You          | Fon                        | Nữ phụ   | [ 28 ]        |
| 2022 | Gap: The Series              | Mon (Kornkamon Phetpailin) | Nữ chính | [ 29 ]        |
| 2024 | The Loyal Pin                | Princess Anilaphat         | Nữ chính | [ 30 ]        |
| 2026 | Cranium                      | Busaya Methin, PhD         | Nữ chính | [ 31 ]        |
| 2026 | "4 Elements: The Air"        | Princess Blue              | Nữ chính | [ 32 ] [ 33 ] |

### Quảng cáo/Thương mại
| Năm  | Tựa                                                 | Vai                        | Ghi chú | Tham khảo     |
| ---- | --------------------------------------------------- | -------------------------- | --- | ------------- |
| 2023 | คิดจะพัก คิดถึงคิทแคท แต่ถ้าคิดจะรักอ่ะ คิดถึง Long, Live, Love | Namo                       | Trong quảng cáo Kit Kat, Becky được nhìn thấy đang thưởng thức que kem Kit Kat¹, và quảng cáo này đã được đưa vào bộ phim "Long Live Love" như một cảnh trong đó nhân vật Namo của cô được tặng một que kem sô cô la | [ 34 ] [ 23 ] |
| 2023 | C-Verse - Becky                                     | Rebecca Patricia Armstrong | Sự hợp tác với C-Verse, nền tảng bán lẻ nhập vai đầu tiên trên thế giới. | [ 35 ] [ 36 ] |
| 2024 | Maybelline lipstick                                 | Rebecca Patricia Armstrong | Becky là người giới thiệu son môi Maybelline. Cô ấy có bài hát riêng của Maybelline, có tựa đề " Rule Your Own Pink". |               |
| 2024 | Vivo V30 Pro 5G                                     | Rebecca Patricia Armstrong | Becky là người đại diễn cho mẫu điện thoại mới nhất của Vivo tại thời điểm đó là Vivo V30 Pro 5G. |               |
| 2024 | Vivo V40 5G                                         | Rebecca Patricia Armstrong | Becky một lần nữa được chọn làm người đại diễn cho mẫu sản phẩm mới nhất của Vivo, Vivo V40 5G. Cô cũng được bổ nhiệm làm "Friends of Vivo" hoặc "Vivo Friends" và giành được danh hiệu Brand Title cho Vivo. |               |
| 2024 | Spa & Body Oil                                      | Rebecca Patricia Armstrong | Phim ngắn "Lost & Found" do Jean Khamkwan làm đạo diễn, theo chân nữ diễn viên hàng đầu Thái Lan, Rebecca Patricia Armstrong khi cô khám phá ra phép màu của những điều nhỏ bé có thể thắp sáng một ngày và cho phép bạn tự mình bước vào chuyến hành trình phiêu lưu. Hãy để cuộc sống dẫn bạn đến bất kỳ điều kỳ diệu nào mà tâm hồn bạn khao khát cùng Erb, Beautiful Life Enabler. |               |

## Video âm nhạc
| Năm  | Tên bài                          | Nghệ sĩ                        | Ghi chú                                                | Tham khảo     |
| ---- | -------------------------------- | ------------------------------ | ------------------------------------------------------ | ------------- |
| 2022 | "Pink Theory" (ทฤษฎีรักนี้สีชมพู)      | với Sarocha Chankimha          | OST GAP The series                                     | [ 37 ]        |
| 2022 | "Marry Me"                       | với Sarocha Chankimha          | OST GAP The series                                     | [ 38 ]        |
| 2023 | "แอบรักไม่ทำให้ใครตาย (NO WORRIES)" | LYKN                           |                                                        | [ 39 ]        |
| 2023 | "ดาวหางฮัลเลย์ (Halley's Comet)"   | with TEE JETS (พิพิธพล พุกกะณะสุต) | Bài hát cover (Bài hát gốc fellow fellow)              | [ 40 ]        |
| 2023 | "No More Blues"                  | với Sarocha Chankimha          | OST GAP The series                                     | [ 41 ]        |
| 2024 | "Rule Your Own Pink"             | Chính cô ấy                    | Một bài hát của Becky, hợp tác với Maybelline Thái Lan | [ 42 ] [ 43 ] |
| 2024 | "มองหน้ากันไม่ติด (Awkward)"         | โอ๊ต ปราโมทย์ FEAT. MAIYARAP     | Có sự góp mặt của Sarocha Chankimha                    | [ 44 ]        |
| 2024 | Give Me Your Forever             | với Sarocha Chankimha          | Bài hát cover (Bản gốc của Zack Tabudlo)               | [ 45 ]        |
| 2024 | "Cheevee (ชีวี)"                   | với Sarocha Chankimha          | OST The Loyal Pin                                      | [ 46 ]        |
| 2024 | "Dancing Queen"                  | JACKIE JACKRIN                 |                                                        |               |
| 2025 | "Ride or Die"                    | JEFF SATUR                     |                                                        |               |

## Danh sách đĩa nhạc
| Năm  | Tên bài hát                             | Nghệ sĩ                                                                      | Ghi chú                                                                                                 | Tham khảo     |
| ---- | --------------------------------------- | ---------------------------------------------------------------------------- | --- | ------------- |
| 2022 | ลูกอม                                    | với Sarocha Chankimha                                                        | Bài hát cover (Bài hát gốc: ลูกอม - วัชราวลี WhatChaRaWaLee)                                               | [ 47 ]        |
| 2022 | เอาปากกามาวง                            | với Sarocha Chankimha                                                        | Bài hát cover phiên bản tiếng Anh (Bài hát gốc: เอาปากกามาวง - Bell Warisara)                           | [ 48 ]        |
| 2022 | "Pink Theory" (ทฤษฎีรักนี้สีชมพู)             | với Sarocha Chankimha                                                        | OST GAP The series                                                                                      | [ 49 ]        |
| 2022 | "Think Alike" (คิดเหมือนกัน)               | Rebecca Patricia Armstrong                                                   | OST GAP The series                                                                                      | [ 50 ] [ 51 ] |
| 2022 | "Pink Theory" (ทฤษฎีรักนี้สีชมพู) (Bossa Ver) | với Sarocha Chankimha                                                        | OST GAP The series                                                                                      | [ 52 ]        |
| 2023 | "Marry Me"                              | với Sarocha Chankimha                                                        | OST GAP The series (Video âm nhạc đã được phát hành nhưng vẫn chưa có bản âm thanh chính thức)          | [ 53 ]        |
| 2023 | "No More Blues"                         | với Sarocha Chankimha                                                        | OST GAP The series                                                                                      | [ 54 ]        |
| 2023 | ดาวหางฮัลเลย์ (Halley's Comet)            | TEE JETS (พิพิธพล พุกกะณะสุต)                                                    | Bài hát cover (Bài hát gốc của fellow fellow)                                                           | [ 55 ]        |
| 2024 | Rule Your Own Pink                      | Rebecca Patricia Armstrong                                                   | Một bài hát của Becky, hợp tác với Maybelline Thái Lan. Chỉ có video âm nhạc chính thức được phát hành. | [ 42 ] [ 43 ] |
| 2024 | "Pantone"                               | Rebecca Patricia Armstrong                                                   | (Chưa có bản âm thanh hoặc video âm nhạc chính thức nào được phát hành)                                 | [ 56 ]        |
| 2024 | Cheevee (ชีวี)                            | với Sarocha Chankimha                                                        | OST The Loyal Pin                                                                                       | [ 57 ]        |
| 2025 | "Pantone"                               | Rebecca Patricia Armstrong                                                   | Đĩa đơn solo của Becky với tư cách là một nghệ sĩ solo.                                                 | [ 58 ] [ 59 ] |
| 2025 | "WILDFLOWER"                            | Rebecca Patricia Armstrong                                                   | Bài hát cover (Bài hát gốc: WILDFLOWER của Billie Eilish)                                               | [ 60 ]        |
| 2025 | "เธอ" (You)                             | với Looknam Orntara Poolsak (Nam) and Ploy Rawintera Phanpatthana (Ploynoii) | Bài hát cover (Bài hát gốc: เธอ của COCKTAIL)                                                           | [ 61 ]        |
| 2025 | "Melt" (ละลาย)                          | với Sarocha Chankimha                                                        | Bài hát cover (Bài hát gốc: ละลาย của Four-Mod)                                                         | [ 62 ]        |
| 2025 | "FIRE BOY"                              | với Sarocha Chankimha                                                        | Bài hát cover (Bài hát gốc: FIRE BOY của PP Krit)                                                       | [ 63 ]        |

## Buổi hòa nhạc và fanmeet
| Năm  | Ngày/Tháng       | Tên                                                      | Thành       | Quốc gia    | Địa điểm                                        |
| ---- | ---------------- | -------------------------------------------------------- | ----------- | ----------- | ----------------------------------------------- |
| 2022 | Ngày 19 tháng 11 | GAP Yuri World Premier                                   | Bangkok     | Thái Lan    | Major Cineplex Ratchayothin                     |
| 2023 | Ngày 10 tháng 2  | Gap: The Debutante                                       | Bangkok     | Thái Lan    | Siam Pavalai Royal Grand Theatre                |
| 2023 | Ngày 12 tháng 2  | Gap: The Debutante                                       | Manila      | Philippines | SM North EDSA Sky Dome                          |
| 2023 | Ngày 26 tháng 3  | FreenBecky FaBulous FanBoom                              | Bangkok     | Thái Lan    | Thunder Dome                                    |
| 2023 | Ngày 9 tháng 4   | FreenBecky FaBulous FanBoom                              | Macao       | Trung Quốc  | Broadway Theatre                                |
| 2023 | Ngày 21 tháng 4  | FreenBecky FaBulous FanBoom                              | Cebu        | Philippines | Waterfront Cebu City Hotel & Casino             |
| 2023 | Ngày 23 tháng 4  | FreenBecky FaBulous FanBoom                              | Manila      | Philippines | New Frontier Theater                            |
| 2023 | Ngày 24 tháng 4  | FreenBecky Aromagicare Fan Sign Launch                   | Manila      | Philippines | New Frontier Theater                            |
| 2023 | Ngày 4 tháng 7   | FreenBecky Grand Fan Meeting by Aromagicare              | Manila      | Philippines | Araneta Coliseum / Big Dome                     |
| 2023 | Ngày 22 tháng 7  | FreenBecky FaBulous FanBoom                              | Hong Kong   | Trung Quốc  | AsiaWorld Expo Runway 11 / Hall 11              |
| 2023 | Ngày 30 tháng 7  | FreenBecky FaBulous FanBoom (Encore)                     | Macao       | Trung Quốc  | Broadway Theatre                                |
| 2023 | Ngày 7 tháng 10  | FreenBecky Fan Meeting                                   | Chiba       | Nhật Bản    | Ichikawa City Cultural Hall                     |
| 2023 | Ngày 25 tháng 11 | FreenBecky 1st Fan Meeting                               | Đài Bắc     | Đài Loan    | NTU Sports Center 1F                            |
| 2023 | Ngày 24 tháng 12 | Hiking Becky Day Fan Camping                             | Bangkok     | Thái Lan    | Union Hall, Union Mall                          |
| 2024 | Ngày 12 tháng 1  | FreenBecky 1st Fan Meeting                               | Singapore   | Singapore   | Capitol Theatre                                 |
| 2024 | Ngày 30 tháng 3  | FreenBecky 1st Fan Meeting                               | Hồ Chí Minh | Việt Nam    | Ben Thanh Theater                               |
| 2024 | Ngày 27 tháng 4  | FreenBecky 2024 Fan Meeting                              | Manila      | Philippines | New Frontier Theatre                            |
| 2024 | Ngày 6-7 tháng 7 | Uranus2324 FanCon Live in Bangkok                        | Bangkok     | Thái Lan    | MCC Hall The Mall LifeStore Ngamwongwan         |
| 2024 | Ngày 28 tháng 7  | The Loyal Pin Gala Premiere                              | Bangkok     | Thái Lan    | MCC Hall The Mall LifeStore Ngamwongwan         |
| 2024 | Ngày 13 tháng 10 | The Loyal Pin Lantern Night                              | Bangkok     | Thái Lan    | MCC Hall The Mall LifeStore Bangkhae            |
| 2024 | Ngày 17 tháng 11 | The Loyal Pin Final Episode                              | Bangkok     | Thái Lan    | Siam Pavalai Royal Grand Theatre                |
| 2024 | Ngày 23 tháng 11 | The Loyal Pin Final Episode                              | Macao       | Trung Quốc  | The Venetian L3 Ballroom                        |
| 2024 | Ngày 8 tháng 12  | Queen B Rebecca solo stage birthday concert              | Bangkok     | Thái Lan    | IDEA LIVE, BRAVO BKK                            |
| 2024 | Ngày 22 tháng 12 | "Queen B" Rebecca solo stage birthday concert in NANNING | Nanning     | Trung Quốc  | Star Hall Haoyouyuan Center Nanning Guangxi     |
| 2025 | Ngày 12 tháng 1  | IDOL FACTORY Has Unveiled The Lineup Projects For 2025   | Bangkok     | Thái Lan    | Siam Pavalai Royal Grand Theatre                |
| 2025 | Ngày 9 tháng 2   | The Royal Coronation : FreenBecky Fan Meeting            | Manila      | Philippines | New Frontier Theater                            |
| 2025 | Ngày 2-3 tháng 3 | IDOL FACTORY GIRL’S DAY                                  | Saitama     | Nhật Bản    | Sonic City Large Wall                           |
| 2025 | Ngày 2-3 tháng 3 | IDOL FACTORY GIRL’S DAY                                  | Osaka       | Nhật Bản    | Osaka International house foundation large hall |
| 2025 | Ngày 15 tháng 3  | FreenBecky Real Bond                                     | Macao       | Trung Quốc  | Lisboata Macau H853 Entertainment Place         |
| 2025 | Ngày 30 tháng 3  | "Love Overload" FREENBECKY 1st FANMEETING                | Bangkok     | Thái Lan    | IDEA LIVE, BRAVO BKK                            |

## Giải thưởng và đề cử
| Năm  | Giải thưởng                                                        | Hạng mục                                            | Đề cử                                   | Kết quả   |
| ---- | ------------------------------------------------------------------ | --------------------------------------------------- | --------------------------------------- | --------- |
| 2023 | Mellow POP TOP VIRAL CHART                                         | TOP VIRAL IDOL CHART for March                      | Gap: The Series                         | Đoạt giải |
| 2023 | 36th Global Film and Television Huading Awards                     | Global Most Popular Actress in a TV Series          | Gap: The Series                         | Đề cử     |
| 2023 | Kazz Awards                                                        | หนุ่มสาววัยใสโดนใจแห่งปี Sao Wai Sai (2nd Place)         |                                         | Đoạt giải |
| 2023 | Kazz Awards                                                        | Rising Female of the Year                           |                                         | Đoạt giải |
| 2023 | Kazz Awards                                                        | Couple of the Year                                  | (với Sarocha Chankimha)                 | Đoạt giải |
| 2023 | Maya TV Awards                                                     | Female Rising Star of the Year                      |                                         | Đề cử     |
| 2023 | Maya TV Awards                                                     | Couple of the Year                                  | (với Sarocha Chankimha)                 | Đoạt giải |
| 2023 | Nine Entertain Awards                                              | People's Choice                                     | Gap: The Series                         | Đoạt giải |
| 2023 | SEC Awards 2023 (Brazil)                                           | Favorite Couple in a Series                         | Gap: The Series (với Sarocha Chankimha) | Đoạt giải |
| 2023 | SEC Awards 2023 (Brazil)                                           | Best Asian Series                                   | Gap: The Series                         | Đoạt giải |
| 2023 | Feed Y Capital Awards                                              | Most Popular Actor                                  |                                         | Đoạt giải |
| 2023 | Feed Y Capital Awards                                              | Most Popular Couple                                 | (với Sarocha Chankimha)                 | Đoạt giải |
| 2023 | HOWE Awards                                                        | The Best Couple Award                               | (với Sarocha Chankimha)                 | Đoạt giải |
| 2023 | HOWE Awards                                                        | Hottest Series                                      | Gap: The Series                         | Đoạt giải |
| 2023 | Thai Update Awards                                                 | The Most Favorite Young Female Star                 |                                         | Đoạt giải |
| 2023 | Thai Update Awards                                                 | The Best TV Series                                  | Gap: The Series                         | Đoạt giải |
| 2023 | Superstar Maya Awards 2023                                         | รางวัล SUPERSTAR หญิง แห่งปี (Female)                   |                                         | Đề cử     |
| 2023 | Superstar Maya Awards 2023                                         | Superstar Maya Idol Couple                          | (với Sarocha Chankimha)                 | Đoạt giải |
| 2023 | Y Universe Awards                                                  | สาขา The Best Series OST                            | "Pink Theory"                           | Đoạt giải |
| 2023 | Y Universe Awards                                                  | สาขา The Best Couple                                | (với Sarocha Chankimha)                 | Đoạt giải |
| 2023 | Y Universe Awards                                                  | สาขา Rising Star                                    |                                         | Đoạt giải |
| 2023 | BreakTudo Awards                                                   | Shipp de Ficção (Fictional Ship)                    | MonSam (Gap: The Series)                | Đoạt giải |
| 2024 | Japan Expo Thailand Award 2024                                     | Japan Expo Actors Award                             | (với Sarocha Chankimha)                 | Đoạt giải |
| 2024 | GQ Men of The Year (Thailand)                                      | Nation's Trending Stars                             | (với Sarocha Chankimha)                 | Đoạt giải |
| 2024 | Sanook Top of the Year Awards                                      | The Best Couple Award                               | (với Sarocha Chankimha)                 | Đoạt giải |
| 2024 | Sanook Top of the Year Awards                                      | The Best Thai Movie of the Year                     | Long Live Love!                         | Đoạt giải |
| 2024 | Sanook Top of the Year Awards                                      | The Best Series of the Year                         | Gap: The Series                         | Đoạt giải |
| 2024 | Kazz Awards                                                        | Popular Female Teenage Award                        |                                         | Đoạt giải |
| 2024 | Kazz Awards                                                        | Couple of the Year                                  | (với Sarocha Chankimha)                 | Đoạt giải |
| 2024 | คมชัดลึก อวอร์ด (Komchadluek Awards)                                  | ดาวรุ่งยอดเยี่ยม Best Rising Star                       |                                         | Đề cử     |
| 2024 | คมชัดลึก อวอร์ด (Komchadluek Awards)                                  | สาขาคู่จิ้นยอดนิยม Popular Vote: Couple of the Year      | (với Sarocha Chankimha)                 | Đoạt giải |
| 2024 | Nine Entertain Awards                                              | Couple of the Year                                  | (với Sarocha Chankimha)                 | Đoạt giải |
| 2024 | Mint Awards 2024                                                   | BEST DIGITAL COVER OF THE YEAR                      | (với Sarocha Chankimha)                 | Đoạt giải |
| 2024 | FEED Y Capital Awards 2024                                         | Most Popular Couple                                 | (với Sarocha Chankimha)                 | Đoạt giải |
| 2024 | Maya TV Awards 2024                                                | Couple of the Year                                  | (với Sarocha Chankimha)                 | Đoạt giải |
| 2024 | TPOP STAGE                                                         | OST of the Week                                     | "Cheevee" (ชีวี)                          | Đoạt giải |
| 2024 | 32nd Suphannahong National Film Awards or the National Film Awards | Best Actress in a Supporting Role                   | Long Live Love                          | Đề cử     |
| 2024 | TPOP STAGE                                                         | OST of the Week                                     | "Cheevee" (ชีวี)                          | Đoạt giải |
| 2024 | 2024 Thailand Headlines Person of the Year Awards                  | The Most Popular on-screen Couple of The Year Award | (với Sarocha Chankimha)                 | Đoạt giải |
| 2024 | BreakTudo Awards 2024                                              | International Fandom of the Year                    | "FreenBecky"                            | Đoạt giải |
| 2024 | BreakTudo Awards 2024                                              | Fiction Ship                                        | AnilPin from The Loyal Pin              | Đoạt giải |
| 2024 | Y Entertain Awards 2024                                            | Princess of Girls' Love                             |                                         | Đề cử     |
| 2024 | Y Entertain Awards 2024                                            | Y Couple of the Year                                | (với Sarocha Chankimha)                 | Đoạt giải |
| 2024 | Y Entertain Awards 2024                                            | Best GL Series of the Year                          | The Loyal Pin                           | Đề cử     |
| 2024 | Y Entertain Awards 2024                                            | Best Scene of the Year                              | The Loyal Pin                           | Đoạt giải |
| 2025 | Sanook Top of the Year Awards 2025                                 | Most Popular Series of the Year                     | The Loyal Pin                           | Đoạt giải |
| 2025 | Sanook Top of the Year Awards 2025                                 | Best Couple of the year                             | "FreenBecky"                            | Đoạt giải |